# Десница
Десница, у најширем смислу, означава идеју да су појединац и друштво дужни да се придржавају Закона (укључујући најчешће хришћански морал и традицију).
Десничарска политика, сматра да су одређени социјални ред и хијерархија неизбежни, природни, нормални и пожељни. Хијерархија и неједнакост десничарска политика посматра као природни резултати традиционалних друштвених разлика или конкуренције у тржишним економијама.
Десно крило, политичка десница, или најједноставније десница су називи који се односе на онај део спектра политичке мисли и идеја, који је повезан са капитализмом, класичним економским либерализмом,; најједноставније речено, оне идеје које су супротне левици.
Сматра се да је назив настао у време Француске револуције, када су монархисти, поборници старог режима називани десничарима, зато што су седели на десној страни Скупштине.
Временом је овим називом почео да се означава спектар политичких идеја и ставови које би износио говорник, а који у себи садржи идеје конзервативизма, економског либерализма, национализма и сл.
Неки сматрају да политичка десница укључује и оне облике либерализма који дају предност слободној трговини испред егалитаризма, али многи заговорници економског либерализма сматрају да њих боље описује додатна оса на политичком спектру (либерализам - тоталитаризам). Због честих недоумица и противречности код сврставања политичких партија на једну осу (левица-десница) данас се чешће користи систем политичког спектра са две осе, и то (левица/десница - либерално/ауторитативно).

## Порекло појма
Од Француске револуције, политичка употреба назива „левица“ и „десница“ је еволуирала преко лингвистичких, културних, друштвених и националних граница и често је имала потпуно различита значења, у зависности од друштва, културе или језика. На пример, 2004. године, влада Народне републике Кине прогласила је да остаје на „левици“ упркос бројним променама које су је довеле ближе ономе што се у англо-саксонском свету карактерише као „десница“. Супротно Кини, Франков режим у Шпанији, који је био отворено „антикомунистички“ и свим средствима се борио да укине „левицу“, често је доносио законе који су били веома слични онима у СССР-у и другим земљама које бисмо могли назвати „левичарским“. Слично, иако је „десница“ у свом изворном облику означавала оне који подржавају интересе аристократије, у многим капиталистичким земљама (највише у САД), подела на „левицу“ и „десницу“ није у корелацији са пореклом и богатством.

## Извори савремене деснице
У XX веку, изван САД, у којима је капитализам био подржаван од већине политичара и интелектуалаца, најуочљивија разлика између левице и деснице била је по питању економске политике. Десница је подржавала капитализам, док је левица подржавала социјализам (или демократски социјализам, социјалдемократију) или комунизам. Ова основна разлика се донекле изгубила распадом Совјетског, Источног блока, будући да се капитализам данас углавном свуда прихвата, са мањим или већим нивоом интервенције власти у прерасподели добара.
Данас се најчешће, под називом десница, подразумевају идеје повезане са традиционалним вредностима (најчешће хришћанским) и очувањем индивидуалних и корпоративних права кроз ограничавање моћи државе (што се некад говори и као западњачка или англосаксонска демократија). У свом изворном облику, ова идеја ограничавања моћи државе веома је повезана са идејом либерализма, али један део деснице жестоко негира претпоставке либерализма, а постоје и групе либерала који себе не сматрају десним крилом. 
Под називом десница, нешто ређе, се подразумева и оригинална идеја десног крила, а то је очување богатства и моћи у рукама оних који су је и имали.
Оба ова схватања очитавају се у много облика, и особе које подржавају неке вредности деснице не морају обавезно подржавати остале вредности и идеје које се приписују десници. У практичној политици, често наилазимо на бескрајне варијације и комбинације у којима десница артикулише своју политичку мисао, и често су сукоби унутар деснице једнако жустри као и они између левице и деснице.
Вредности и идеје деснице веома се разликују у односу на државу и еру у којој се појављују. Често и сами политичари истичу необичне, ексцентричне или напросто глупе приоритете и приписују их „левици“ или „десници“. Стога је веома тешко потпуно тачно проценити нечија убеђења и политику и приказати је на оси политичког спектра.

## Умерена десница
Умерена десница је назив којим се описује најчешћи и данас најприсутнији и најдоминантнији облик деснице. Он је најближе повезан са традиционализмом и англо-саксонским конзервативизмом.
Умерена десница најчешће подразумева хришћанску традицију, капитализам као најопштији облик друштвеног уређења, концепт парламентарне демократије и правне државе. У домену односа према друштвеним променама и институцијама друштва, умерена десница подразумева релативно опрезан став и отпор великим друштвеним променама, због тога што оне носе и велик ризик. 
Партије умерене деснице углавном доминирају на политичкој сцени Европе и САД. Није тешко уочити да је умерена десница најзаступљенија у развијеним, богатим земљама капиталистичког уређења. 

## Радикална десница
Радикална десница је назив којим се најчешће описују политичке групе, покрети и партије које је веома тешко класификовати унутар класичног десног крила.
Фашизам се понекад сматра обликом радикалне деснице, посебно од стране критичара деснице (а то је најчешће политичка левица). Већина радикалних десничара одбија било какву повезаност са фашизмом, а постоје и учењаци који фашизам смештају на политичку левицу.
Највише забуна долази из веома разнолике употребе ових назива. Назив „радикална десница“ употребљава се у најразличитијим, донекле супротстављеним, облицима:
- Реформски оријентисани десничарски покрети или десничарске струје конзервативних политичких партија. Ови покрети некада се називају и: дисидентска десница, активистичка десница, или популистичка десница. Овде убрајамо све облике десничарске политике који су између традиционалног конзервативизма и екстремне деснице. Поборници оваквих идеја углавном су мањински заступљени одн. изван су главног политичког тока, али из њих најчешће проистекну покрети драстичних реформи (уместо револуције).
- Екстремна десница или ултра десница, која укључује и нео-фашисте, нео-нацисте и покрете доминације белаца. Овакве групе углавном су више револуционарног него реформистичког карактера.
- Широки спектар десничарских политичких идеја између традиционалног конзервативизма и екстремне деснице.

Ове категорије нису универзално прихваћене и постоји низ другачијих употреба, па је опис и поређење ових назива веома компликован и деликатан.

### Екстремна десница
Екстремна или ултра-десница је назив којим се описују политичке групе које углавном излазе из традиционалног гласачког спектра деснице. Назив најчешће укључује револуционарну десницу, милитантне расистичке и религиозне групе, фашисте, нео-фашисте, нацисте и нео-нацисте.

## Десница и фашизам
У развоју и идеологији фашизма постоје елементи како левице тако и деснице. Многи интелектуалци се споре око разврставања фашизма. Многи тврде да је фашизам облик екстремне деснице али постоје и они који тврде супротно. Фашизам се најчешће користи као дебатни аргумент у циљу дисквалификације политичког такмаца који заступа супротне идеје.